# Carfluzepato de etilo
O carfluzepato de etilo é um medicamento derivado das benzodiazepinas. É semelhante ao loflazepato de etilo na estrutura química, e a diferença é a ausência do grupo metilcarbamoil. Suas propriedades são principalmente sedativas e hipnóticas.